# ギャラリーカウンタック
ギャラリーカウンタックは、東京都新宿区西落合にある現代美術のギャラリー。

## 概要
2004年にオープン。代表：八木沢俊樹

## 活動
人類滅亡説で騒がれる2012年を、新人類誕生の年と意味付け、そのメッセージをTシャツにした。